# Phrynus damonidaensis
Phrynus damonidaensis är en spindeldjursart som beskrevs av Quintero 1981. Phrynus damonidaensis ingår i släktet Phrynus och familjen Phrynidae. Inga underarter finns listade i Catalogue of Life.